# Ada Roe
Ada Roe (Reino Unido, 6 de fevereiro de 1858 — 11 de janeiro de 1970) foi uma supercentenária do Reino Unido, Decana da Humanidade de Outubro de 1968 até a data de seu falecimento, aos 111 anos e 339 dias. Sucedeu-lhe no título Josefa Salas Mateo, de 110 anos de idade.